# California State Route 178
Die California State Route 178 (kurz CA 178) ist eine State Route im US-Bundesstaat Kalifornien, die in West-Ost-Richtung verläuft.
Die State Route beginnt an den California State Routes 58 und 99 in Bakersfield und endet nahe Pahrump an der Nevada State Route 372 an der Grenze zum Bundesstaat Nevada. Sie durchquert dabei das Kern County, das San Bernardino County und das Inyo County.
Die State Route 178 ist in zwei Teile getrennt. Der westliche Teil verläuft von Downtown Bakersfield bis kurz hinter das Städtchen Trona. Teilstrecken des westlichen Teils der State Route sind als mehrspuriger Freeway ausgebaut. Auf ihrem Weg passiert die State Route unter anderem den in den 1950er Jahren künstlich angelegten Stausee Lake Isabella nahe dem Städtchen Lake Isabella.
Der zweite Abschnitt der State Route 178 beginnt im südöstlichen Teil des Death-Valley-Nationalparks. Nach der Kreuzung mit der State Route 127 verläuft Route 178 weiter nördlich, bis sie an der Grenze zum Bundesstaat Nevada in die Nevada State Route 372 übergeht, welche die Anbindung an die Nevada State Route 160 und somit nach Las Vegas gewährleistet.

## Weblinks

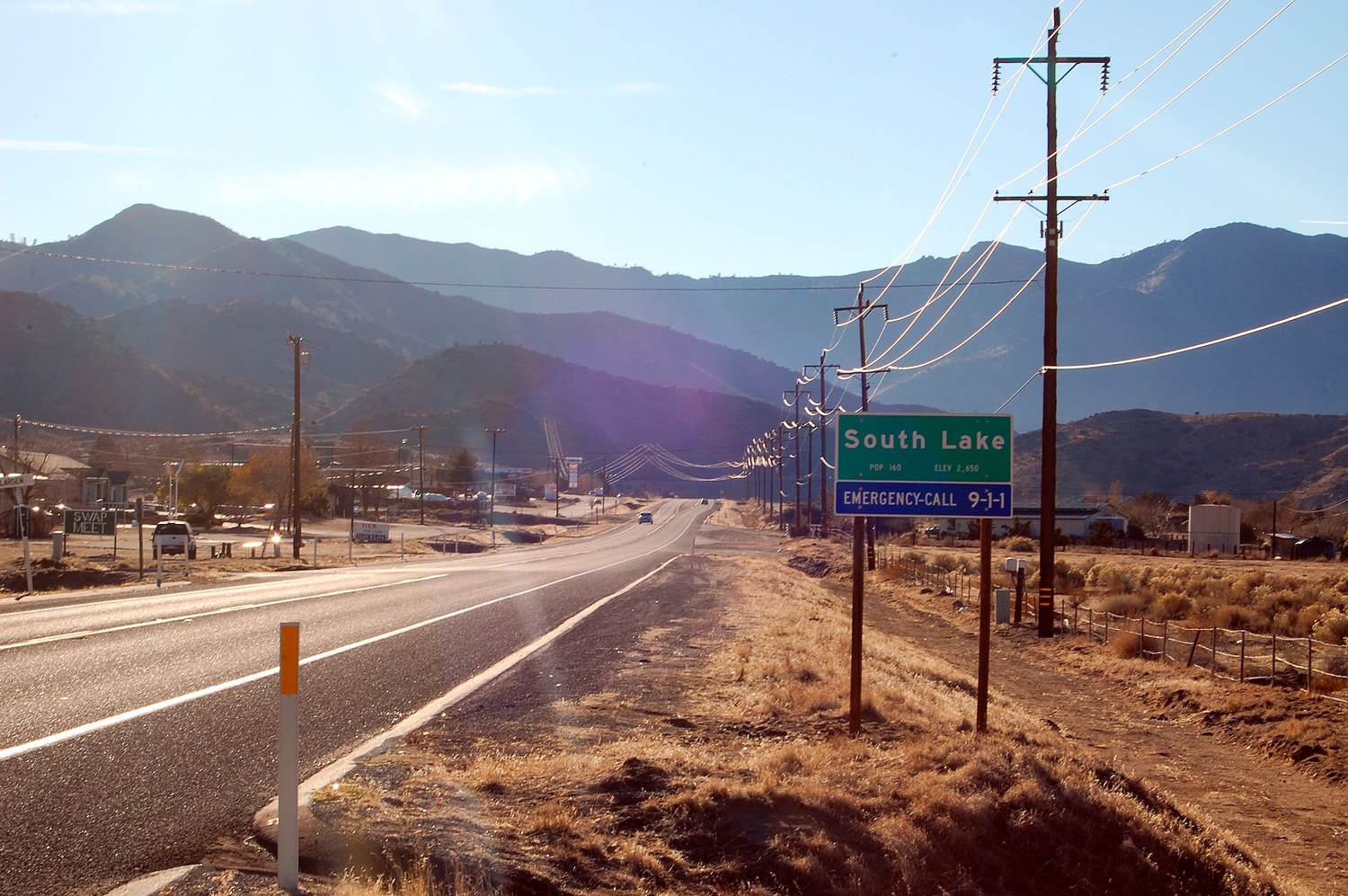
State Route 178 bei South Lake